# Irene Bell Bonong
Irene Bell Bonong, née le 6 janvier 1995 à Monatélé, est une sprinteuse camerounaise.

## Biographie

### Enfance
Irene Bell Bonong est née le 6 janvier 1995 à Monatélé est célibataire sans enfant en charge,.

### Carrière
Irene Bell Bonong dispute les Championnats d'Afrique centrale en 2013 à Brazzaville, où elle est médaillée d'or du relais 4 × 100 mètres, médaillée d'argent du 200 mètres et médaillée de bronze du 100 mètres.
Elle a participé aux Jeux du Commonwealth de 2014, sur 100 m et 200m , puis participe la même année aux Championnats d’Afrique dans la catégorie 100m où elle termine 5e du relais 4 × 400 mètres féminin. En 2015, elle participe aux Jeux africains et finit sixième du 4 × 100 mètres et sera disqualifiée du relais 4 × 400 mètres féminin ; elle dispute aussi cette année-là les Championnats d'Afrique centrale à Yaoundé, où elle est médaillée d'or du relais 4 × 100 mètres et médaillée de bronze du 200 mètres. En 2018, elle fini 6e aux Jeux du Commonwealth (relais 4 × 100 mètres féminin). Elle participe également aux Championnats d'Afrique 2018.
Aux Jeux de la Francophonie de 2023 à Kinshasa, elle remporte la médaille d'or du relais 4 × 100 mètres et la médaille d'argent du relais 4 × 400 mètres.